# کیویو واقانان
کیویو واقانان (به اسپانیایی: Kiwyu Waqanan) یک کوه در پرو است که در Peru, Junín Region واقع شده‌است. کیویو واقانان ۵٬۱۰۰ متر بالاتر از سطح دریا واقع شده‌است.